# 平板俯衝
平板俯衝（英語：flat slab subduction）的特點是俯衝角度有兩個折點，在淺処的震源層(seismogenic layer)與其他俯衝板塊相同，但在震源層之外的俯衝角較小（與水平面小於 30 度），並且在遠離海溝的地方恢復正常俯衝角度。 平板俯衝與在墨西哥西部的下部板塊淺傾斜不同。平板俯衝可導致軟流圈的尖滅、弧形岩漿作用向內陸遷移以及導致弧形岩漿作用的最終停止。 平板與被俯衝的上板之間的耦合被認為，是造成上板表面的變形改變方式，如同落基山脈一樣，是由基底核心隆起造成的.平板還可能導致大陸岩石圈下部的水化，形成經濟意義礦床。在俯衝過程中，平板本身可能會變形或屈曲，從而導致平板上的海洋沉積物出現沉積間斷。  平板俯衝的停止和弧形火山活動的反向遷移有關。關於平板俯衝成因有多種假設，由於較厚（15-20 公里）並有浮力的的洋殼俯衝,或由於海溝的退滾並伴隨著上板塊的快速超越的，以至於增強的海溝吸力。 南美洲西海岸有兩個最大的平板俯衝帶。 平板俯衝佔全球俯衝帶的10%。